# Großbothen
Großbothen ist eine Ortschaft und ein Ortsteil der Großen Kreisstadt Grimma im Landkreis Leipzig in Sachsen. Die einstige Gemeinde Großbothen wurde zum 31. Dezember 2010 aufgelöst. Seit dem 1. Januar 2011 gehören die fünf nördlichen Ortsteile zur Stadt Grimma und bilden die Ortschaften Großbothen (Großbothen, Kleinbothen und Schaddel) und Kössern (Kössern und Förstgen). Die vier südlichen Ortsteile Leisenau, Sermuth, Schönbach und Zschetzsch schlossen sich mit der Stadt Colditz und der Gemeinde Zschadraß zur Stadt Colditz zusammen.

## Geographie

### Geographische Lage und Verkehr

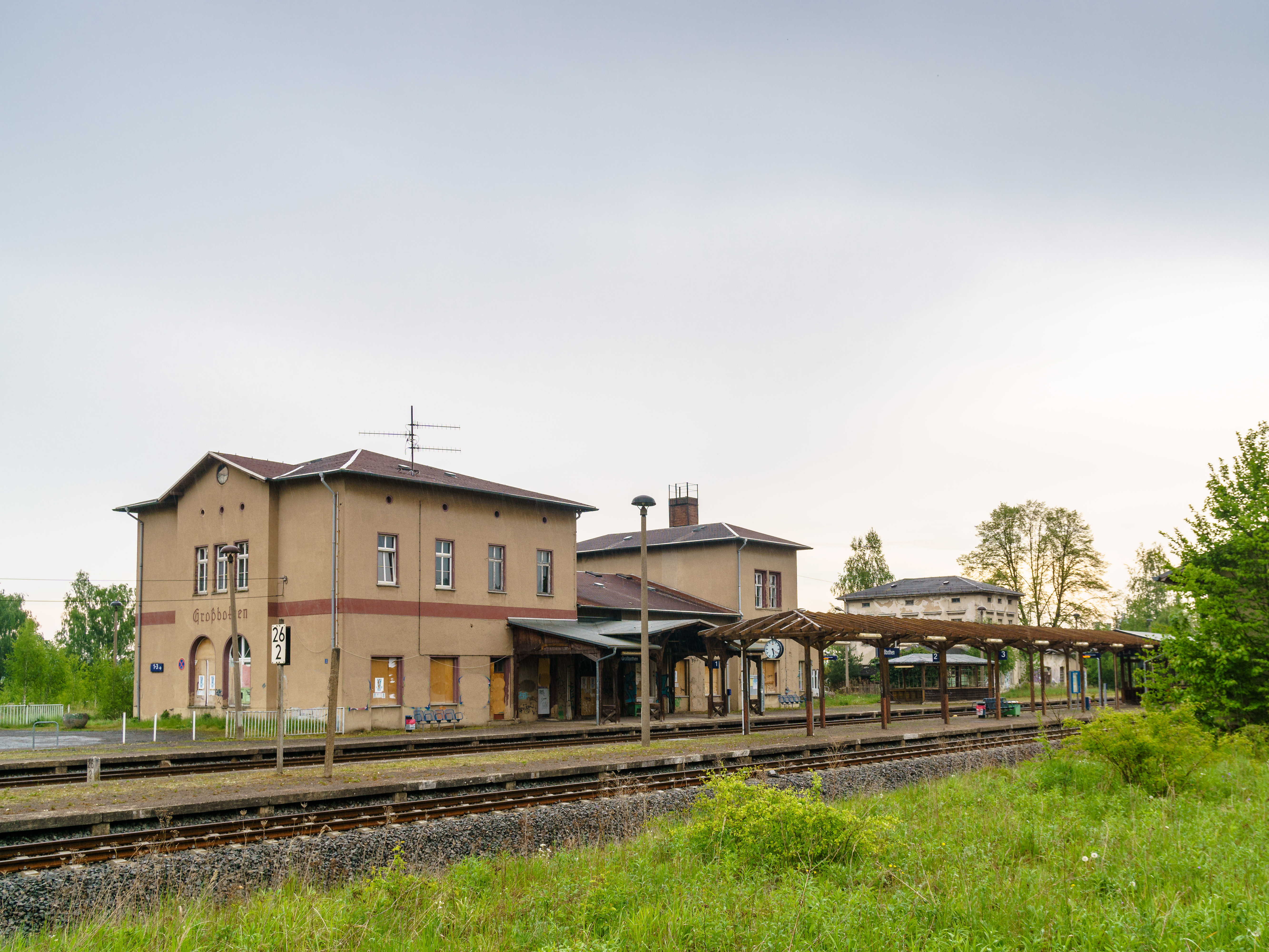
Bahnhof Großbothen, Empfangsgebäude (2017)

Großbothen befindet sich westlich der Mulde zwischen Grimma im Norden und Colditz im Süden. Direkt im Osten schließt sich jenseits der stillgelegten Trasse der Muldentalbahn der Nachbarort Kleinbothen an. Der durch den Ort fließende Schaddelgraben mündet nördlich des Orts bei Schaddel in die Mulde. Großbothen ist von drei Seiten von Waldgebieten umgeben, dies ist im Norden das Klosterholz, im Westen der Glastener Forst und im Süden der Colditzer Forst.
Großbothen liegt im Verbundgebiet des Mitteldeutschen Verkehrsverbundes und ist durch die Regionalbus Leipzig mit einer PlusBus- sowie einer weiteren Regionalbuslinie angebunden. Durch den Ort führen die B 107 und die Bahnstrecke Borsdorf–Coswig, an welcher der Bahnhof Großbothen liegt. Mit der stillgelegten Bahnstrecke Glauchau–Wurzen („Muldentalbahn“) bildete letztere einen kleinen Bahnknoten, der 1936 bis 1947 noch die ebenfalls stillgelegte „Querbahn“ Borna–Großbothen aufnahm. Auf dem Abschnitt Großbothen–Grimma der Muldentalbahn befindet sich heute der Muldentalbahn-Radweg. Die A 14 verläuft nördlich der ehemaligen Gemeinde Großbothen und ist über den Anschluss Grimma (rund 10 Kilometer entfernt) zu erreichen.

### Nachbarorte
| Großbardau mit Waldbardau | Schaddel                                    |             |
| Kleinbardau               | Kompassrose, die auf Nachbargemeinden zeigt | Kleinbothen |
| Glasten                   | Schönbach                                   | Leisenau    |

## Geschichte

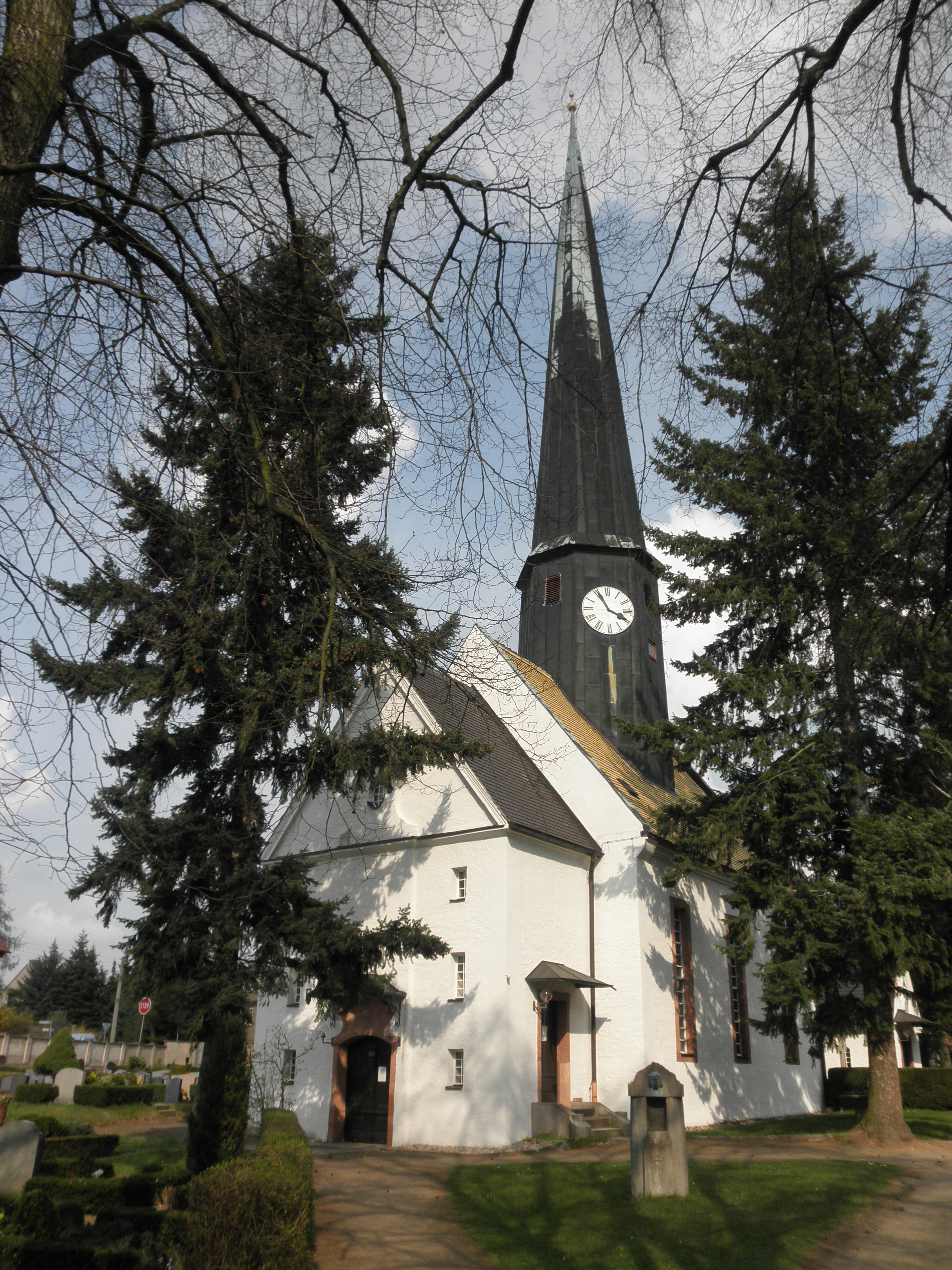
Kirche in Großbothen

Großbothen wurde als Ort Patin Theutunica erstmals im Jahre 1291 urkundlich erwähnt. Der Nachbarort Kleinbothen tauchte bereits 110 Jahre vorher, also 1181, als „Batin“ in einer Urkunde in Zusammenhang mit einem Herrensitz auf. Großbothen wurde als Straßendorf im Zuge der Ostkolonisation von deutschen Siedlern gegründet. Die Kirche des Orts ist bereits im Jahr 1346 erwähnt. Bis ins 16. Jahrhundert gehörte Großbothen zum Besitz des Zisterzienserinnen-Klosters Nimbschen, welches infolge der Einführung der Reformation und der Säkularisation als geistliches Institut im Jahr 1536 aufgelöst wurde. Anschließend wurde der Wirtschaftsbetrieb und die dazugehörigen Besitzungen vorerst von dem Klosterverwalter fortgeführt, bis im Jahr 1542 der Kurfürst Johann Friedrich von Sachsen (1525–1554) das Klostergut verpachtete. Als Teil des einstigen Besitzes des säkularisierten Klosters Nimbschen bildete Großbothen zwischen 1550 und 1856 ein Amtsdorf des kurfürstlich-sächsischen bzw. königlich-sächsischen Schulamts Grimma, welches für die Verwaltung des Besitzes und der wirtschaftlichen Unterhaltung der Fürstenschule Grimma zuständig war. Das Schulamt Grimma wurde ab 1829 schrittweise mit dem Erbamt Grimma zusammengeführt.
Bei den im 19. Jahrhundert im Königreich Sachsen durchgeführten Verwaltungsreformen wurden die Ämter aufgelöst. Dadurch kam Großbothen im Jahr 1856 unter die Verwaltung des Gerichtsamts Grimma und 1875 an die neu gegründete Amtshauptmannschaft Grimma. Der Bahnhof Großbothen, welcher teilweise in der Flur von Kleinbothen liegt, wurde am 27. Oktober 1867 mit dem Teilstück Grimma–Leisnig der Bahnstrecke Borsdorf–Coswig eröffnet. Die später eröffneten Bahnstrecken Glauchau–Wurzen (Muldentalbahn) und Borna–Großbothen (Querbahn) sind heute nicht mehr in Betrieb. Im Jahr 1909 ging das Dampfsägewerk Großbothen in Betrieb.
Am 1. Juli 1950 wurden die bis dahin eigenständigen Gemeinden Kleinbothen und Schaddel eingegliedert. Durch die zweite Kreisreform in der DDR im Jahr 1952 wurde die Gemeinde Großbothen dem Kreis Grimma im Bezirk Leipzig angegliedert, der ab 1990 als sächsischer Landkreis Grimma fortgeführt wurde und 1994 im Muldentalkreis bzw. 2008 im Landkreis Leipzig aufging.
Am 1. Januar 1994 wurde aus den Gemeinden Großbothen (mit Kleinbothen und Schaddel), Kössern (mit Förstgen), Leisenau und Sermuth-Schönbach (mit Zschetzsch) die Großgemeinde Großbothen gebildet, welche bis zum 31. Dezember 2010 eine verwaltungsgemeinschaftsfreie Gemeinde war. Diese endete zum 1. Januar 2011 mit der Eingliederung der fünf nördlichen Ortsteile – Großbothen, Kleinbothen, Schaddel, Kössern und Förstgen – in die Große Kreisstadt Grimma. Die verbliebenen vier südlichen Ortsteile – Leisenau, Sermuth, Zschetzsch und Schönbach – bilden mit den Nachbargemeinden Colditz und Zschadraß die neue Einheitsgemeinde Colditz. Seitdem bilden Großbothen, Kleinbothen und Schaddel die Ortschaft Großbothen der Großen Kreisstadt Grimma.

### Einwohnerentwicklung
Entwicklung der Einwohnerzahl der Gemeinde Großbothen (ab 2000; Stichtag 31. Dezember):
| Jahr | sEinwohner |
| ---- | ---------- |
| 1990 | *3942      |
| 2000 | 3796       |
| 2005 | 3573       |
| 2006 | 3568       |
| 2007 | 3532       |
| 2010 | 3396       |

* 3. Oktober

## Tourismus

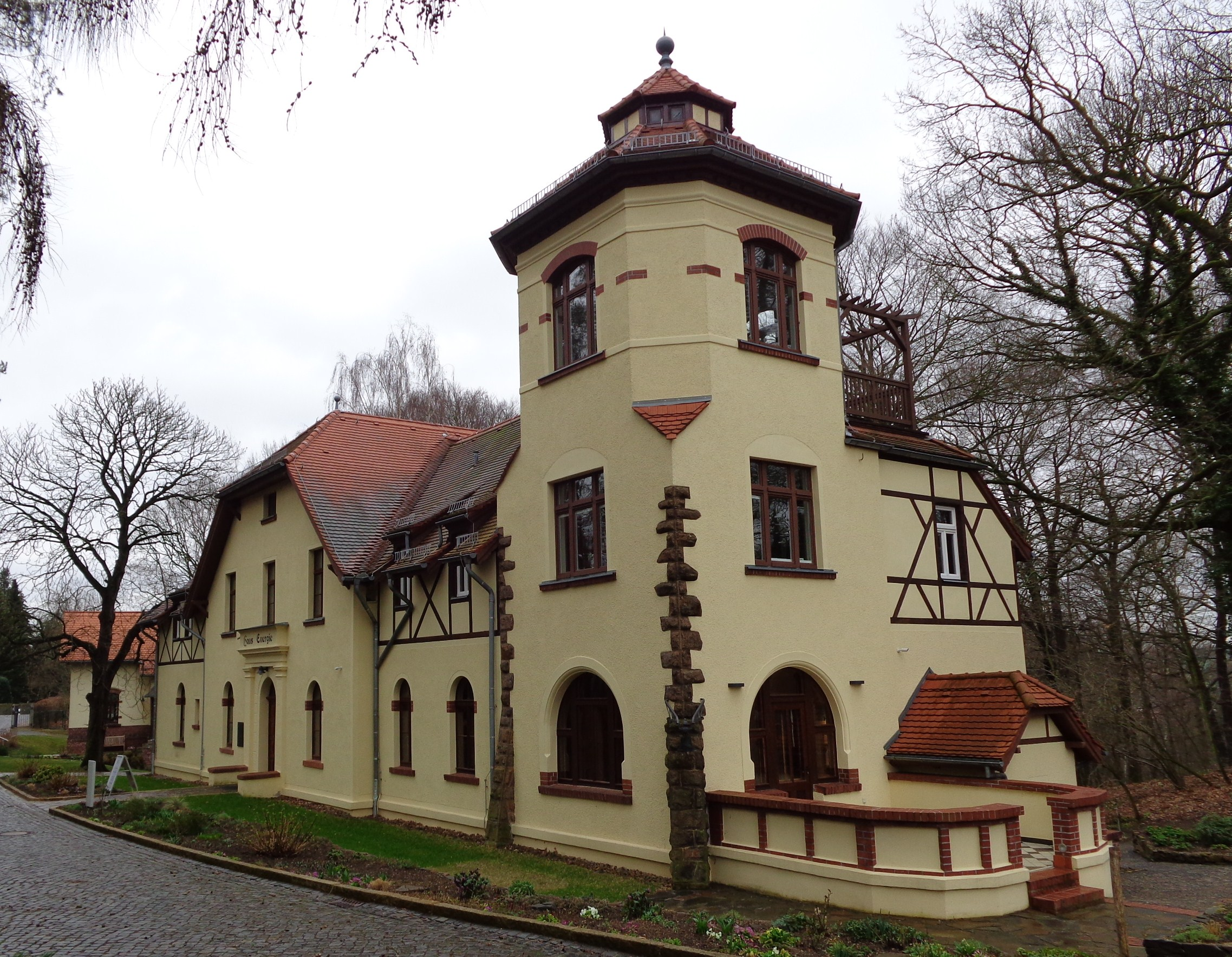
Haus Energie Großbothen

- Ein Besuchsziel in Großbothen ist die Wilhelm-Ostwald-Gedenkstätte.[9]
- In der Liste der Kulturdenkmale in Großbothen sind die Kulturdenkmale des Ortes aufgeführt.

## Persönlichkeiten

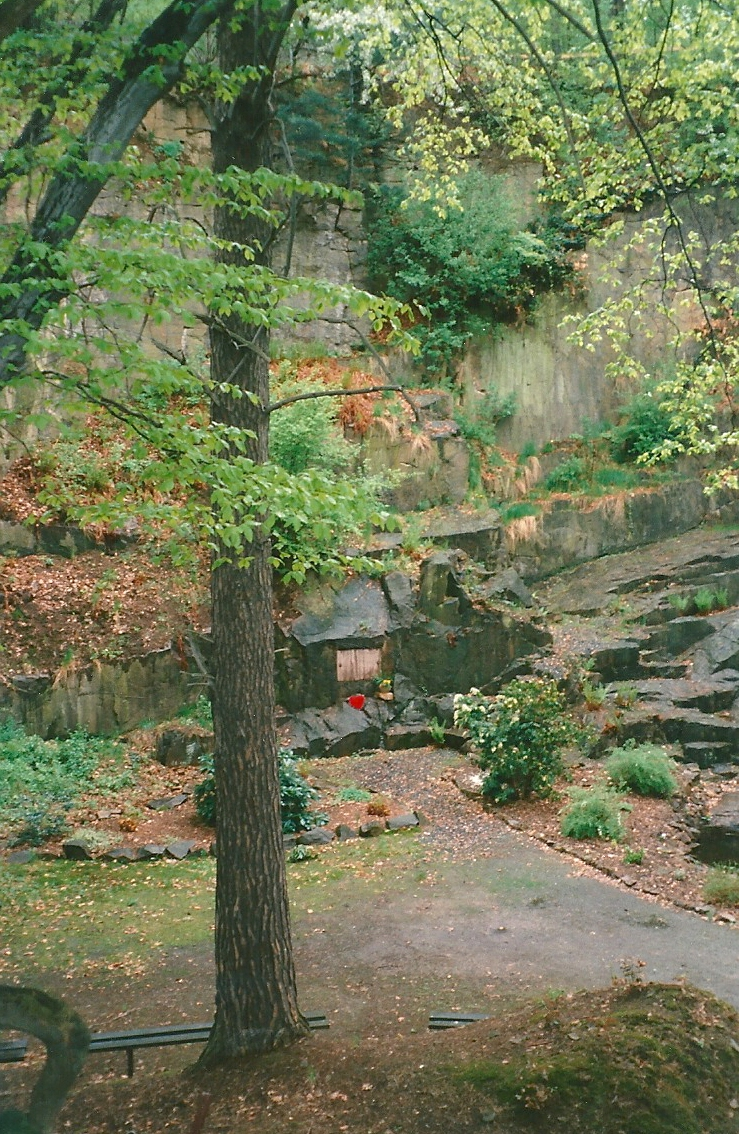
Grab von Wilhelm Ostwald

### In Großbothen geborene Persönlichkeiten
- Karl August Neumann (1771–1866), Chemiker und Industrieller
- Max Hallbauer (1851–1918), Jurist und Geheimer Rat
- Regina Junge (* 1939), Keramikerin

### Weitere Persönlichkeiten, die in Großbothen gelebt haben
- Ernst Arthur Seemann (1829–1904), Verleger
- Wilhelm Wundt (1832–1920), der Begründer der Psychologie als eigenständiger Disziplin, wohnte während seiner letzten Lebensjahre in der Grimmaer Straße in Großbothen, wo er im Jahr 1920 auch starb.
- Wilhelm Ostwald (1853–1932), Chemiker und Nobelpreisträger, hat viele Jahre in seinem 1901 erworbenen Landsitz Energie in Großbothen gelebt und geforscht.